# IAero Airways
iAero Airways, precedentemente Swift Air, è stata una compagnia aerea con sede a Miami, Florida. Operava voli charter per clienti conosciuti a livello nazionale, istituzioni finanziarie, di costruzioni, di trasporti, molti gruppi atletici universitari, organizzazioni sportive professionali e grandi tour operator. È stato anche un importante fornitore di United States Immigration and Customs Enforcement, effettuando molti voli dell'agenzia per detenuti recalcitranti tra le strutture di detenzione per immigrati ritenuti illegali. La società forniva anche servizi di gestione di aerei privati.
Dopo l'acquissto della proprietà di Eastern Air Lines nel 2017, iAero ha iniziato ad operare voli charter verso Cuba per Havana Air.

## Storia

Swift Air fu fondata nel 1997 e fu il cliente di lancio del bireattore d'affari Embraer ERJ-135 Legacy. Nel novembre 2006, la società ricevette l'autorizzazione per operazioni secondo la Part 121 e iniziò a operare con tre Boeing 737-400. Questi aerei erano configurati con tutti gli interni di prima classe, prese elettriche e aree di lavoro con tavoli. L'impiegoo principale di questi era il trasporto delle principali squadre sportive professionistiche (NBA, NHL, MLB) e per charter VIP.
La campagna presidenziale di John McCain del 2008 utilizzò uno dei Boeing 737-400 di Swift Air, soprannominato per l'occasione "Straight Talk Express". 
Nell'ottobre dell'anno dopo, la società fu oggetto di indagine da parte della FAA e dell'OSHA per problemi di sicurezza e manutenzione. I dipendenti avevano affermato che era stato detto di mentire agli investigatori dell'NTSB su un incidente riguardante il cedimento di un carrello di atterraggio nel 2008. La FAA rifiutò di commentare mentre le indagini erano in corso. Il vice presidente di Swift negò che ai dipendenti fosse stato chiesto di mentire agli investigatori.

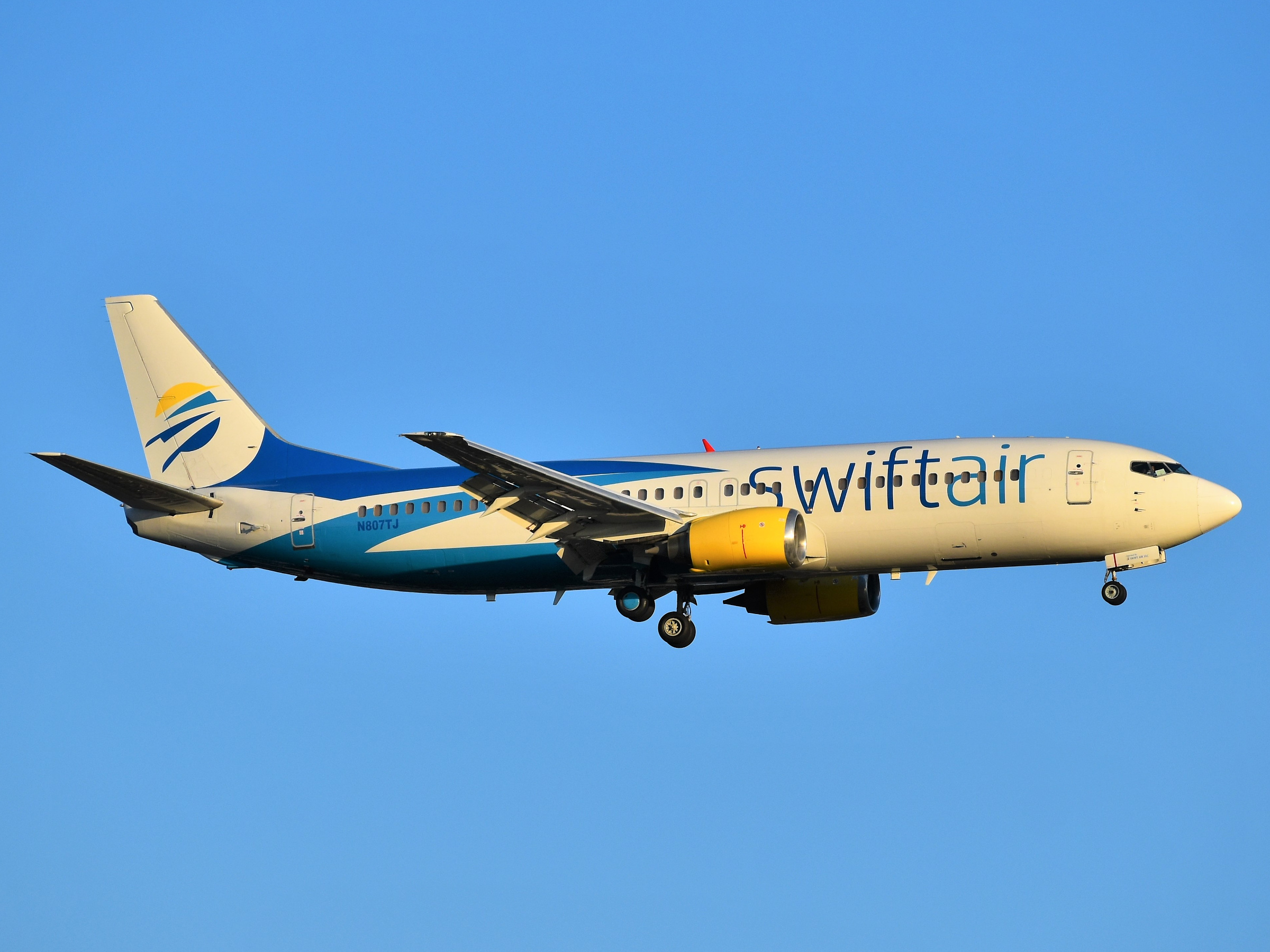
Boeing 737-400 di Swift Air in corto finale.

Nel giugno 2011, l'aerolinea aveva pianificato voli charter da Chicago verso alcune destinazioni europee come Belgrado (Serbia), Zagabria (Croazia) e Cracovia (Polonia), ma il giorno 17 Swift Air sospese volontariamente le operazioni Part 121 in attesa di un'inchiesta della FAA. Le attività furono ripristinate il 25 giugno 2011 dopo aver apportato modifiche per soddisfare la FAA.
Nel corso dell'anno Swift Air annunciava l'intenzione di acquisire i Boeing 737-800 della Eastern Air Lines affermando che "il nome, le risorse e i marchi associati di Eastern Air Lines saranno conservati all'interno della transazione". Un aereo rimase dipinto nella livrea originale per proteggere il marchio.
Nel maggio 2019, la società si poneva sotto un ombrello protettivo, diventando sussidiaria di iAero Group, un insieme composito e variegato di società di servizi di aviazione di proprietà del Blackstone Group. In un documento inviato al Dipartimento dei Trasporti degli Stati Uniti (DOT) il 9 settembre 2019, la società dichiarava che intendeva mantenere la ragione sociale, Swift Air LLC, e quindi non chiedeva la riemissione delle licenze operative (COA) e certificati vari.
In dicembre Swift Air iniziava la transizione al nome iAero Airways, ufficializzato il 2 gennaio 2000. Negli anni successivi poco è cambiato nell'attività, tenuta costantemente d'occhio dalla nuova proprietà, ma si sono aggiunti molti Boeing 737 delle versioni più avanzate, operati spesso in esclusiva per conto di altri enti.
Il 20 settembre 2023 la società annunciava che avrebbe richiesto la protezione dal fallimento secondo i dettami del Chapter 11. Il 14 marzo 2024 fu svelata un'offerta di 71 milioni di dollari da parte di Eastern Air Express. Il 1 aprile, data scelta non con il migliore buon gusto, il presidente Timothy Rainey annunciava che iAero avrebbe interrotto tutte le operazioni il 6 aprile 2024.

## Flotta

### Flotta attuale
A dicembre 2022 la flotta di iAero Airways è così composta:

### Flotta storica
iAero Airways operava in precedenza con i seguenti aeromobili: